# Gotthardt Graupner
Gotthardt Graupner (* 17. Januar 1920 in Schwarzenberg/Erzgeb.; † 11. Januar 1993 ebenda) war ein deutscher Politiker der DDR-Blockpartei CDU. Er war Erster Vorsitzender des Bezirksvorstandes Karl-Marx-Stadt der CDU.

## Leben
Graupner, Sohn eines Postangestellten, besuchte die Volks- und die Handelsschule. Anschließend war er als Justizangestellter tätig und wurde zum Reichsarbeitsdienst eingezogen. Am 22. April 1940 beantragte Graupner die Aufnahme in die NSDAP und wurde zum 1. Juli desselben Jahres aufgenommen (Mitgliedsnummer 8.178.433). Im Zweiten Weltkrieg leistete er Kriegsdienst im Infanterie-Regiment 446, zuletzt als Oberschütze. Er wurde 1943 aus der Wehrmacht entlassen und erlebte das Kriegsende im Mai 1945 im unbesetzten Schwarzenberg. 
Nach dem Einzug der Roten Armee im Juni 1945 wurde er Mitglied eines Antifa-Ausschusses und trat am 1. Mai 1946 der Christlich-Demokratischen Union (CDU) bei. Schon wenige Wochen später wurde er bei den Gemeindewahlen als junger Abgeordneter in die Schwarzenberger Stadtverordnetenversammlung gewählt. Als im Mai 1947 der bisherige CDU-Ortsvorsitzende Magnus Dedek Bürgermeister von Schwarzenberg wurde, rückte er an seine Stelle als CDU-Ortsgruppenvorsitzender und Stadtverordnetenvorsteher. Er bewarb sich bereits 1945 als Neulehrer, legte 1948 die Lehrerprüfung ab und war bis 1950 Lehrer an der Ernst-Schneller-Schule in Schwarzenberg. Während dieser Zeit war er auch Mitbegründer der Freien Deutschen Jugend.
Von 1950 bis 1956 war er Kreisrat und stellvertretender Landrat des Kreises Aue (wiederum Nachfolger von Magnus Dedek). Von 1952 bis 1956 wirkte er als Vorsitzender des CDU-Kreisvorstandes Aue. Zwischen 1956 und 1963 fungierte Graupner als Erster Vorsitzender des CDU-Bezirksvorstandes Karl-Marx-Stadt. Von 1958 bis 1963 war er Abgeordneter des Bezirkstags Karl-Marx-Stadt sowie ab Oktober 1958 (9. Parteitag) Nachfolgekandidat und anschließend von Juni 1960 (10. Parteitag) bis Oktober 1964 (11. Parteitag) Mitglied des Hauptvorstandes der CDU. Er absolvierte ein Fernstudium an der Verwaltungsakademie „Walter Ulbricht“. 
Von 1962 bis 1979 war Graupner zunächst als Stadtrat für Wohnungswirtschaft, dann auch als stellvertretender Oberbürgermeister von Karl-Marx-Stadt tätig. Graupner wurde 1979 Invalidenrentner.

## Auszeichnungen
- Vaterländischer Verdienstorden in Bronze (1959) und in Silber (1979)
- Ernst-Moritz-Arndt-Medaille (1959)
- Otto-Nuschke-Ehrenzeichen in Silber (1979)